# Teheivarii Ludivion
Teheivarii Ludivion (ur. 1 lipca 1989) – tahitański piłkarz grający na pozycji środkowego obrońcy. Jest wychowankiem klubu AS Vénus.

## Kariera klubowa
Karierę piłkarską Ludivion rozpoczął w klubie AS Vénus. W 2009 roku zadebiutował w nim w pierwszej lidze Tahiti.

## Kariera reprezentacyjna
W reprezentacji Tahiti Ludivion zadebiutował w 2010 roku. W 2012 roku wystąpił z Tahiti w Pucharze Narodów Oceanii 2012. Tahiti ten turniej wygrało po raz pierwszy w historii.
W 2009 roku Ludivion zagrał wraz z reprezentacją Tahiti U-20 na Mistrzostwach Świata U-20.